# 羅德禮
羅德禮（葡萄牙語：Rodrigo José Rodrigues，1879年7月26日—1963年1月18日），葡萄牙軍官、政治家、殖民官員。
出生在塞洛里庫迪巴什圖，葡萄牙第一共和國時期，在海外陸軍中服役。1913年至1914年期間任內政部長。後歷任阿威羅區和波爾圖區的市民總督及代表。1922年至1924年，擔任澳門總督。1924年至1927年，擔任駐國際聯盟專員。
澳門的羅理基博士大馬路与羅德禮將軍街是以他名字命名的。
| 前任： 施利華 | 葡屬澳門總督 · 1922年 — 1924年 | 繼任： 馬加齡 |